# غتور (المهرة)

تعديل مصدري - تعديل

غتور هي إحدى قرى عزلة سيحوت بمديرية سيحوت التابعة لمحافظة المهرة، بلغ تعداد سكانها 136 نسمة حسب تعداد اليمن لعام 2004.